# أحمد اللحام
أحمد اللحّام (1883-1958)، ضابط سوري من دمشق كان مديراً لأركان الجيش في عهد الملك فيصل الأول وعضواً في المجلس الحربي المُشرف على معركة ميسلون عام 1920. شارك في وضع أول دستور جمهوري في سورية سنة 1928 وتسلّم قيادة الشرطة السورية في عهد الرئيس شكري القوتلي عام 1944.

## البداية
ولِد أحمد اللحّام في دمشق ودرس في المدرسة الحربية في إسطنبول. عَمل ضابطاً في الجيش العثماني وعند اندلاع الحرب العالمية الأولى نُقل إلى معارك الدردنيل في شمال غرب تركيا. عاد بعدها إلى دمشق مع نهاية الحرب عام 1918 وبايع الأمير فيصل بن الحسين حاكماً عربياً على المدينة، نيابة عن أبيه الشريف حسين بن علي، قائد الثورة العربية الكبرى.

## في العهد الفيصلي
عمل أحمد اللحّام مع مجموعة من الضباط العرب، منهم علي رضا الركابي ويوسف العظمة وياسين الهاشمي، على تعريب كافة الكتب العسكرية التركية، وشارك بتأسيس الجيش السوري. نظراً لخبرته العسكرية، عينه الأمير فيصل مديراً لهيئة الأركان العامة في دمشق، التابعة لديوان الشورى الحربي والمتضمنة شُعب العمليات والاستخبارات والتسليح. قام اللحّام بتعيين صديقه الضابط عارف التوّام مديراً لتسليح الجيش، وجاء بضابط آخر من دمشق يُدعى شريف الحجار مديراً لاستخبارات الجيش. ومع اقتراب وقوع المواجهة العسكرية مع الجيش الفرنسي المتقدم نحو العاصمة، شُكل مجلس حربي مُصغر في دمشق للإشراف على جاهزية الجيش، ضم كل من أحمد اللحّام وعارف التوّام وشريف الحجار وحسن باشا الفقير، قائد معركة ميسلون، إضافة لوزير الحربية يوسف العظمة. عندما طلب الملك فيصل منهم إبداء الرأي في جاهزية القوات البرية، قالوا إنها قادرة على الصمود في وجه فرنسا لمدة «أسابيع» فقط لا غير، وذلك فقط في حال وصول تعزيزات عسكرية وبشرية إليها من الأهالي والبدو. ولو لم يحصل ذلك، فلا يمكنها الصمود أكثر من «ساعة واحدة فقط.» وقعت المواجة العسكرية في ميسلون يوم 24 تموز 1920 وهُزم الجيش السوري، كما كان متوقعاً، واستشهد الوزير يوسف العظمة في ميدان المعركة. تم إقصاء الملك فيصل عن عرش الشام وفرض الانتداب الفرنسي بالقوة على كافة الأراضي السورية. جاء المندوب السامي الفرنسي الجنرال هنري غورو وأصدر سلسة من قرارات الإعدام بحق معظم ضُباط الملك والمقربين منه، شملت أحمد اللحّام، الذي هرب إلى فلسطين ثم إلى إمارة شرق الأردن.

## عمله مع الكتلة الوطنية
بعد عودته إلى سوريا في إثر صدور عفو فرنسي عنه سنة 1922 ترشح أحمد اللحّام للمجلس البلدي في دمشق وفاز بعضويته سنة 1924، كما شارك بتأسيس الكتلة الوطنية، مع نخبة من قادة البلاد مثل إبراهيم هنانو وفارس الخوري وهاشم الأتاسي. هدفَ زعماء الكتلة إلى تحرير سورية من الاستعمار الفرنسي بالطرق السياسية لا العسكرية، نظراً للدمار الشديد الذي لحق بالبلاد نتيجة الثورة السورية الكبرى. وفي نيسان 1928 خاضوا انتخابات المجلس التأسيسي المُكلّف بصياغة أول دستور جمهوري في سوريا. فاز اللحّام بعضوية المؤتمر ممثلاً عن دمشق، وعمل مع رئيسه هاشم الأتاسي على كتابة مواد الدستور، التي خلت من أي إشارة للانتداب الفرنسي وأعطت رئيس الجمهورية السوري، بدلاً من مندوب فرنسا، صلاحيات واسعة مثل إعلان الحرب والسلم وإبرام الاتفاقيات الدولية. اعترضت فرنسا على ست مواد وطالبت المؤتمر بتعديلها، فرفض الأتاسي ذلك، وردت المفوضية العليا في بيروت بحل اللجنة الدستورية وتعطيل الدستور إلى أجل غير مسمى.
ولكن وبعد أن تغيرت الظروف السّياسية بعد الإضراب الستيني الذي قادته الكتلة، دُعي وفد من زعمائها للتفاوض مع الحكومة الفرنسية في باريس، برئاسة هاشم الأتاسي وعضوية كل من جميل مردم بك وسعد الله الجابري وفارس الخوري. سُمّي اللحّام مستشاراً عسكرياً للوفد للإشراف على البنود المتعلقة بمستقبل الجيش السوري والامتيازات العسكرية التي كانت فرنسا ترغب بالحصول عليها في سوريا في حال نشوب حرب عالمية جديدة في أوروبا. وعند عودتهم إلى دمشق في نهاية عام 1936، انتُخب أحمد اللحّام نائباً عن دمشق في المجلس النيابي.

## مديراً للشرطة
لم يشارك أحمد اللحّام بالحكومة الوطنية الأولى التي شُكلت عام 1936 ولكنه وفي عام 1944، عُيّن قائداً للشرطة السورية في عهد الرئيس شكري القوتلي. وفي فترة توليه المنصب حصلت مواجهة دامية بين شباب الكتلة وعدد من رموز الشارع الديني، عند الإعلان عن تنظيم حفل خيري لجمعية نقطة الحليب، تحت رعاية حرم الجنرال جورج كاترو، ممثل الجنرال شارل ديغول في سورية ولبنان. قيل يومها إن سيدات سوريات سيحضرن الحفل وهن سافرات الوجه والرأس، فطلب العلماء من أحمد اللحّام منعهم أو إلغاء الحفل. رفض القيام بذلك، وحصلت مواجهة في الشارع أدت إلى مقتل أحد المتظاهرين المحسوبين على الشارع الديني. طالبوا بتسليم عناصر الشرطة المسؤولين عن إطلاق الرصاص الحي ولكن اللحّام رفض الاستجابة مجدداً، معلناً أن رجاله أطلقوا النار دفاعاً عن النفس. وعندما ازدادت المظاهرات، أمر باعتقال قائدها الشيخ محمد الأشمر، أحد قادة حي الميدان، بتهمة التحريض على الدولة السورية، وأرسله مخفوراً إلى سجن تدمر. كما قام بتفتيش مقر جمعية التمدن الإسلامي في تربة درويش باشا، المتاخمة لجامع الدرويشية، ومقر جمعية الغراء في جامع دنكز. كان أحمد اللحّام قائداً للشرطة السورية يوم عيد الجلاء الأول في 17 نيسان 1946 وشارك في العرض العسكري المهيب الذي أقيم في دمشق إلى جانب الرئيس شكري القوتلي.

## في عهد الاستقلال
بعد الجلاء كُلّفت وزارة الدفاع بالإشراف على الجيش السوري الوليد، وعُيّن أحمد اللحّام أميناً عاماً لها. عَمل مع ثلاثة وزراء، وهم نبيه العظمة وجميل مردم بك وأخيراً مع أحمد الشرباتي خلال حرب فلسطين الأولى. لم تكن علاقة اللحّام طيبة مع قائد الجيش الزعيم حسني الزعيم، الذي كان يَعُدُه اللحّام مخادعاً ويُحذر الرئيس القوتلي منه. نفّذ حسني الزعيم أول انقلاب عسكري في سورية يوم 29 آذار 1949، وأمر باعتقال الرئيس القوتلي ورئيس وزرائه خالد العظم، كما طرد أحمد اللحّام من منصبه وزجّه في سجن المزة العسكري، بعد رفضه تأييد الانقلاب وتمسكه بشرعية  الرئيس القوتلي.

## سنواته الأخيرة
غاب أحمد اللحّام عن أي منصب سياسي أو عسكري وتوفي عن عمر ناهز 75 عاماً سنة 1958. وفي عام 1986، صدر كتابه الفريد «عبقرية خالد بن الوليد العسكرية» في السعودية الذي قدّم له الشيخ علي الطنطاوي، أحد أشهر علماء الشام.  